# Espelho Mágico
Espelho Mágico (portugiesisch für „Magischer Spiegel“) ist ein Filmdrama des portugiesischen Regisseurs Manoel de Oliveira aus dem Jahr 2005.
Es ist eine Verfilmung des 2002 erschienenen Romans A Alma dos Ricos, der zweite Teil der O Princípio da Incerteza-Trilogie der portugiesischen Schriftstellerin Agustina Bessa-Luís.

## Handlung
José Luciano, gerade aus dem Gefängnis entlassen, wird von seinem Bruder als Hausangestellter der wohlhabenden Alfreda vermittelt. Alfreda ist unzufrieden in ihrer Ehe mit Bahia und entwickelt den absurden Wunsch, unbedingt eine Marienerscheinung zu erleben und Maria einige Fragen zu stellen.
Luciano ist er erstaunt: reicht es ihr denn nicht, teure Autos und unzählige teure Kleider für jeden Anlass zu besitzen? Nicht nur er vermutet den Einfluss des Professors Heschel hinter dem seltsamen Wunsch.
Der listige Betrüger Filipe Quinta lässt sich nun für Luciano eine Lösung einfallen, damit Alfreda ihre Marienerscheinung bekommt und Luciano endlich der Obsession Alfredas ein Ende setzen kann.
Alfredas Mann Bahia hört derweil nur unbekümmert Musik. So ist die Seele dieser Reichen nunmehr dem Untergang geweiht.

## Produktion und Rezeption
Der Film wurde von März bis Mai 2005 in Portugal gedreht und von der portugiesischen Filmproduktionsgesellschaft Filbox produziert, mit finanzieller Unterstützung durch die portugiesische Filmförderungsanstalt ICAM (heute ICA) und dem öffentlich-rechtlichen portugiesischen Fernsehsender RTP,
Seine Premiere feierte der Film am 1. September 2005 beim 62. Filmfestival von Venedig. In Portugal wurde er erstmals am 2. März 2006 beim Fantasporto Filmfestival gezeigt. Er lief danach auf einer Reihe weiterer internationaler Filmfestivals, darunter das brasilianische Festival do Rio 2005, das israelische Haifa Film Festival 2005, das Chicago International Film Festival 2005, die brasilianische Mostra Internacional de Cinema de São Paulo 2005, das slowenische Ljubljana International Film Festival 2005, das polnische Camerimage 2005, das niederländische International Film Festival Rotterdam 2006, das Hongkong International Film Festival 2006, das Filmfest München 2006, das kanadische Vancouver International Film Festival 2006 und das mexikanische Festival Internacional de Cine en Guadalajara 2007.
Seinen Kinostart hatte das Werk am 9. März 2006 in Portugal, wo er mit 2.638 Zuschauern vor allem filminteressierte Zuschauer anzog.
Espelho Mágico erschien 2007 in Portugal als DVD bei ZON Lusomundo, 2008 nochmal in einer DVD-Box als Teil einer Werkschau zum hundertjährigen Geburtstag de Oliveiras.